# 페이머스 인 러브
《페이머스 인 러브》(영어: Famous in Love)는 2017년부터 2018년까지 방영된 미국의 로맨스 드라마이다.